# Micrurus meridensis
Micrurus meridensis là một loài rắn trong họ Rắn hổ. Loài này được Roze mô tả khoa học đầu tiên năm 1989.